# Barbara Schurz
Barbara Schurz (* 1973 in Klagenfurt/Kärnten) ist eine österreichische Künstlerin.
Ihre Werke wurden u. a. bereits in London und Venedig ausgestellt. Sie hat an der Universität Wien Slawistik und Frauenforschung studiert. In der Akademie der bildenden Künste studierte sie konzeptuelle Kunst. Sie lebt als Künstlerin und Autorin u. a. in Wien, Moskau und Berlin.
Zusammen mit Alexander Brener hat Barbara Schurz mehrere Bücher herausgegeben, die sich zwischen den Grenzen von Kunst und Politik bewegen und von poststrukturalistischen Philosophen wie Michel Foucault theoretisch beeinflusst sind. Der Stoff des in englischer Sprache verfassten Romans Bukaka Spat Here wurde im Herbst 2002 vom Volxtheater Favoriten für die Performance Bukaka says: Another war is possible aufgegriffen.

## Werke
- Was tun?. 1999, ISBN 3-85266-101-3
- Furzende Völker. 2000, ISBN 3-85266-130-7
- Tattoos auf Gefängnissen. 2001, ISBN 3-85266-157-9
- Bukaka Spat Here. 2001, ISBN 3-9501567-1-2